# Gunn Leander-Bjurström

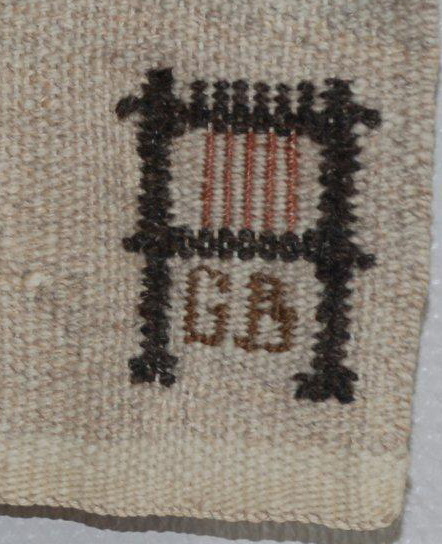
Gunn Leander Bjurströms signatur – en stiliserad vävstol

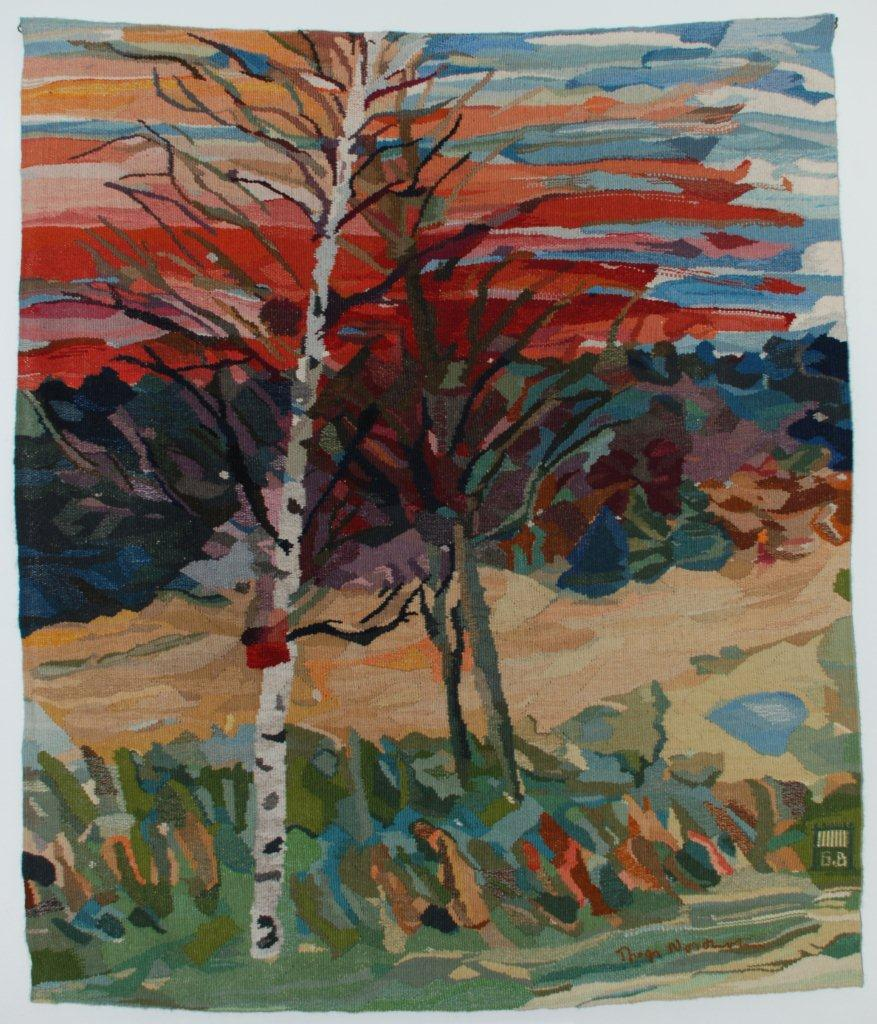
'Björken' efter förlaga av Thage Nordholm

Gunn Leander-Bjurström, född Leander 16 april 1922 i Karlskrona, död 2 oktober 2008 i Märsta, var en svensk bildväverska och textilkonstnär. 

## Biografi
Gunn Leander var dotter till museimannen Sigfrid Leander i hans första äktenskap med gymnastikdirektören Calla Mårtensson. Hon utbildade sig vid Högre konstindustriella skolan, nuvarande Konstfack i Stockholm, åren 1939–1944 och utexaminerades på den textila linjen. Som lärare hade hon bland andra Elsa Flensburg, Eivor Fisher och Barbro Nilsson. 
1944–1945 var Leander-Bjurström anställd på hemslöjden i Uppsala. Från hösten 1945 och fram till 1950 var hon knuten till Barbro Nilssons ateljé på Mäster Samuelsgatan i Stockholm. Denna tid gav henne omfattande erfarenheter av textilkonst, vilket betydde mycket för hennes fortsatta verksamhet. Under tiden hos Barbro Nilsson deltog hon i vävandet av ett flertal stora gobelänger. Den största var Sven Erixsons Hamnen i Lissabon, som hänger i Halmstads Teater. Åren 1946–1950 gjorde Leander-Bjurström även ett tiotal mönster för tryckta tyger åt Gefle Ångväfveri. Hon deltog därmed i väveriets pionjärinsats i den då pågående förnyelsen av mönstergivningen av tyger för konfektion. Samtidigt komponerade Leander-Bjurström även mattor, varav en till länsresidenset i Karlskrona och en flossamatta till Ramdala kyrka i östra Blekinge.

### Nya vägar och konstnärliga samarbeten
År 1951 företog hon en nästan årslång stipendieresa till Frankrike, huvudsakligen ägnad åt studier och praktik vid Manufacture des Gobelins i Paris och vid de berömda Aubusson-väverierna med anor från medeltida bildvävnadskonst. Följande år gjorde hon en studieresa till Italien. 1954 fick hon anställning vid Blekinge läns hemslöjd i Karlskrona.
Efter sin tid hos Barbro Nilsson kom hon att arbeta vidare både som uttolkare av andras konstverk och med egna bildvävar. Hon utvecklade på 1950-talet ett rikt samarbete med den norrländska konstnären Berta Hansson. Dessa vävar baserades ofta på bibliska motiv. Efter förlaga av sin svärfar, konstnären Tor Bjurström, vävde Gunn Leander-Bjurström även en gobeläng med titeln Fotbollsspelare. Med sin familj bodde hon sju år i Kiruna. I samband med Gruvans dag i Kiruna i april 1960 ställde hon ut sju av sina gobelänger, en matta och en del andra textilier. Under denna tid drabbades hon av ryggproblem, som medförde totalt drygt tio års uppehåll i vävverksamheten.
På 1970-talet utförde hon ett antal egna kompositioner, där speciellt den prisbelönta Upplands runstenar kan nämnas. Från mitten av 1970-talet till slutet av 1980-talet utförde hon ett antal vävar åt konstnären Thage Nordholm, speciellt över några av hans många motiv från Nordingrå i Ångermanland.

### Verk för offentliga miljöer
Flertalet av hennes bildvävar i stort format, omkring 2 x 3 meter, är utförda för offentliga miljöer. Den bundna och den fria vattenkraften (1953) och Folkvisan (1974), båda efter kartonger av Birger Ljungquist, vävdes för det då nybyggda elverket i Linköping respektive dåvarande Musikhistoriska museet (nu Musik- och teatermuseet) i Stockholm.
Den stora väven Tropik 1954–1956, där Berta Hanssons förlaga bygger på erfarenheter från en resa i södra Afrika 1952–1953, beställdes av Statens konstråd för landsstatshuset, nuvarande länsstyrelsen, i Östersund. Korsfästelsen från 1958 hänger i Adventskyrkan i Hjortkvarn, Sköllersta församling. Den mäktiga Livets träd, med bilder ur Gamla och Nya testamentet efter kartong av Berta Hansson, vävdes för dåvarande småskoleseminariet i Umeå och hänger nu i Humanisthuset i Umeå universitet.
Av Gunn Leander-Bjurströms vävar efter Thage Nordholms förlagor utfördes bland annat Vintersol (1978) åt Norrbottens järnverk (nu i SSAB:s lokaler i Stockholm), Snölandskap (1980) för församlingshemmet i Kramfors och Höstlandskap (1984) åt Volvos huvudkontor i Göteborg (nu hos Volvo i Greensboro, USA). Hennes sista stora väv kom att bli Skidspåret, som gjordes 1987–1988 efter förlaga av Thage Nordholm. Den finns i Bollsta/Kramfors Folkets hus och park.

### Övrigt
Gunn Leander var gift med Jesper Bjurström (1918–1998), son till konstnären Tor Bjurström. 
Gunn Leander-Bjurström var mycket fäst vid sin barnsdomsö Senoren i östra skärgården utanför Karlskrona och tillbringade en stor del av sitt liv där. Uppväxten beskrivs i boken Familjen Leander – sex syskon berättar (2008). Boken Gunn Leander-Bjurström – bildväverska och textilkonstnär av Ulla Poppius och med förord av professor Kerstin Wickman beskriver hennes värv som textilkonstnär. Den innehåller även en förteckning över bildvävarna. Utöver dessa verk utförde Leander-Bjurström under främst 1990-talet ett relativt stort antal mindre vävar med olika familjemotiv, bland annat efter barnteckningar och liknande. De finns bevarade framförallt inom den närmaste släkten.
Hon är gravsatt i minneslunden vid Ramdala kyrka.